# Slime (Spielzeug)

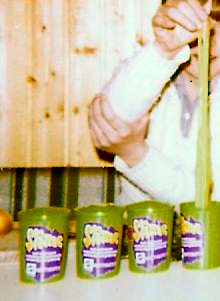
Slime (Original)

Slime (englisch für ‚Schleim‘) ist ein Spielzeug von Mattel. Es handelt sich um grünen, zähflüssigen Schleim, der in einer kleinen Mini-„Mülltonne“ gleicher Farbe geliefert wurde. Kurze Zeit nach der Markteinführung im Jahr 1976 gab es weitere Produkte und etwa 20 Jahre später Neuauflagen – meist vor einem Merchandising-Hintergrund. Heutzutage gibt es zahlreiche Videos zur eigenen Herstellung. Slime ist normalerweise nicht klebrig, sollte aber nicht in die Haare oder Augen gelangen.

## Varianten

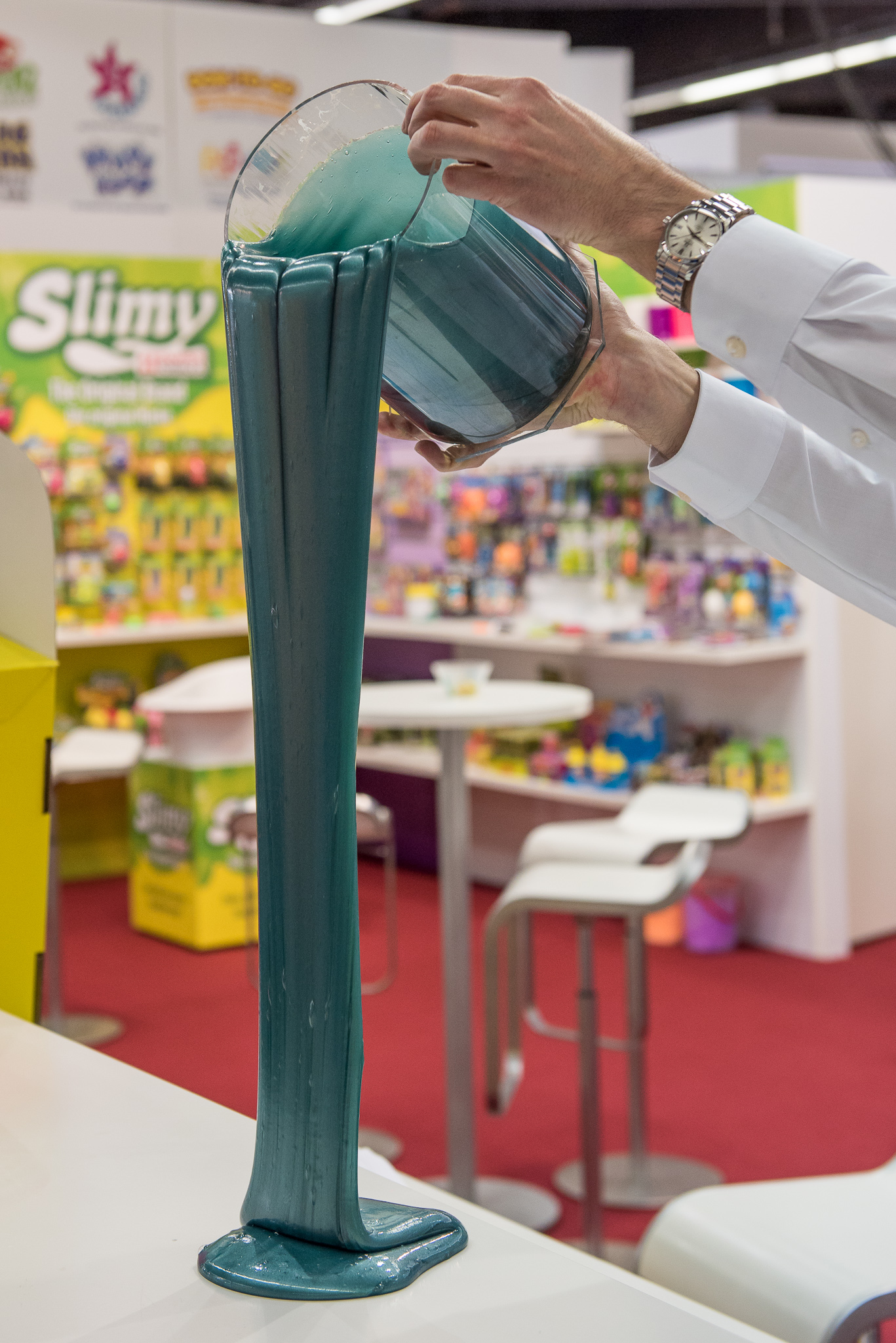
Slimy auf der Nürnberger Spielwarenmesse 2016

Glitzerslime

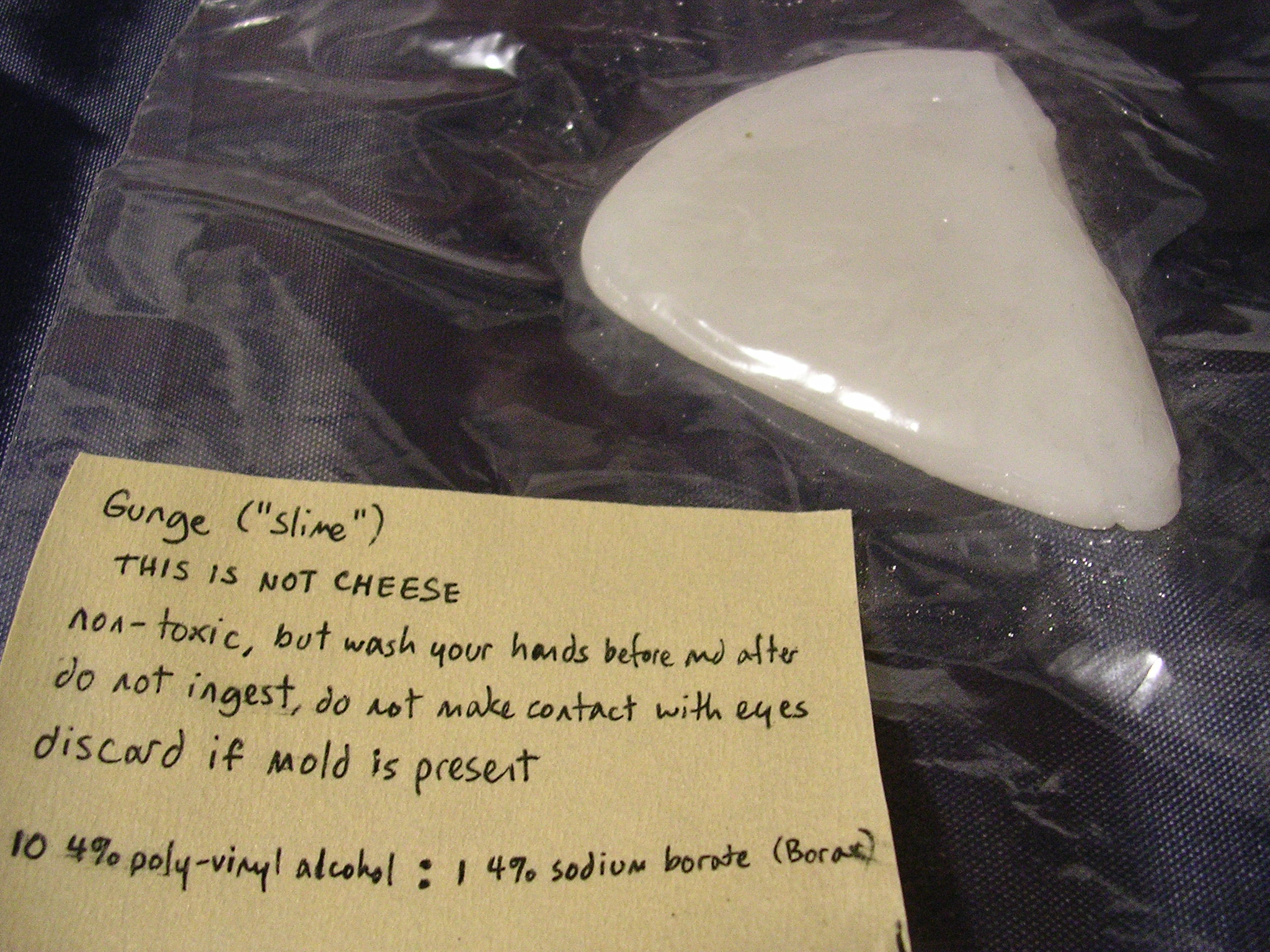
Selbst hergestellter und eingefrorener Slime

Nach dem ersten Slime aus der Tonne kamen diverse Varianten auf den Markt. Der Aspekt des Ekels spielte in den Varianten eine große Rolle. So wurden beispielsweise in Slime With Worms (deutsch: Slime mit Würmern) violettem Schleim dunkelviolette Gummiwürmer beigemengt. Die Variante Slime Eyeballs (deutsch: Slime-Augäpfel) enthielt Augäpfel aus Gummi. Ein anderes Thema der Originalvarianten sind Filmcharaktere. Die Variante Masters of the Universe Slime Pit (deutsch: Masters-of-the-Universe-Slime-Grube) (1985) bestand aus einer Plastikvorrichtung, aus der sich eine Art Schleim-Wasserfall ergießen ließ. Beim Spielzeug The Real Ghostbusters Gooper Ghosts (deutsch: The-Real-Ghostbusters-Gooper-Geister) (1987–1988) bildeten die Mundhöhlen verschiedener Geister ein Behältnis für den Schleim. Der 1992 erschienene Attack Pack Slimenator (Hot Wheels) (deutsch: Angriffspaket Slimenator) ist eine Art Schleim-Betonmischer mit Monstergebiss. Nah an der ursprünglichen Version war der Retromutagen Ooze (Teenage Mutant Ninja Turtles) (deutsch: Retromutagenschleim) aus dem Jahr 1993. Dieser Schleim war grün oder lila und war in Plastikbechern verpackt. Dazu gab es Schildkrötenfiguren, die durch den Schleim zu Teenage-Mutant-Ninja-Turtles „mutierten“.

### Neue Varianten
Neuere Varianten erweiterten die Farbpalette um gelb, pink, dunkelgrün, orange, Gespenster Slime in weiß, schwarzer Ölpest-Slime (Originaltitel Barrel-O-Slime) im Ölfässchen und Galaxy Slime in verschiedenen Farben mit Metallic-Effekt. Dem Schleim wurden verschiedene Gegenstände beigesetzt. In Slime Worms (deutsch: Slime-Würmer) waren es Maden, Fliegen und Spinnen in der Version Slimy Horror, Dinosaurier in Slimy Dinosaur, Müllobjekte bei Slimy Trashy & Smelly (deutsch: Slimy müllig & stinkig). Mit Slimy Puupsi (Simba-Dickie-Group, 2008) lassen sich Flatusgeräusche imitieren. In Anlehnung an Filme entstanden Harry Potter Slime Chamber (deutsch: Harry-Potter-Schleimkammer) und Masters of the Universe Mutanten-Schleimgrube (2003). Weitere Varianten waren Slime Oozits, Oozips, Oozlop (2002) mit Zubehör, z. B. Nase mit Slime oder ein kleines Reagenzglas mit Slime.

### Selbstherstellung
Heutzutage gibt es zahlreiche Videos zur eigenen Herstellung von Slime. Man benötigt unter anderem Borax und Polyvinylalkohol. Da Borsäure gesundheitsschädlich wirken kann, empfiehlt die Stiftung Warentest auch bei der Selbstherstellung auf Borsäure zu verzichten. Die Verbraucherschutzorganisation schlägt eine unbedenkliche Variante auf Basis von Marshmallows, Mehl und Lebensmittelfarbe vor. Das Ergebnis kommt dem sogenannten Fluffy Slime nah.

## Verwendung

### Spielzeug
Der Sinn des Spielzeuges ist vornehmlich die taktile Erfahrung, gepaart mit dem vermeintlichen Ekelfaktor. Das Hantieren mit dem zähflüssigen, dehnbaren Material kann Kurzweil bieten.

### Kunst & Medien
Im Fernsehen fand grüner Schleim in dünnflüssiger Konsistenz in Kindersendungen Verwendung, indem er auf Köpfe geschüttet wurde. Ein Beispiel ist die kanadischen Serie You can’t do that on television. In einer Theaterinszenierung von William Shakespeares Wintermärchen im Hamburger Schauspielhaus im Jahre 1978 unter der Regie von Peter Zadek kamen im Verlauf der Aufführung mehrere Zentner Slime zum Einsatz. In einer Szene des Filmes Ghostbusters II (1989) fanden rund 150.000 Liter Slime Verwendung. Beim Nickelodeon Kids’ Choice Awards werden Gewinnerinnen und Gewinner der Kategorie „Hidden Talent“ traditionell mit grünem Slime übergossen.

## Gesundheit
Die in Spielschleim enthaltene Borsäure kann in größerer Konzentration gesundheitsschädlich sein, flüssige und haftende Spielzeugmaterialen dürfen daher nicht mehr als 300 Milligramm Bor pro Kilogramm freisetzen. In einem Test der Stiftung Warentest überschritten alle fünf exemplarisch untersuchten Produkte den EU-Grenzwert, teilweise um mehr als das Dreifache. Auch italienische, britische und spanische Verbraucherorganisationen untersuchten Fertig-Slimes: 16 von 33 gaben unerlaubt viel Bor ab.